# José de la Fuente
José de la Fuente Guzmán (Monterrey, 1966) es un exfutbolista mexicano. Proveniente de las fuerzas inferiores del  Club Monterrey, debutó para el mismo club en primera división en la temporada 1986/1987. Su temporada más activa fue en 1988/1989 jugando en 20 partidos. Durante su estadía allá le apodaban el Chorro. Tras la temporada 1990/1991 retornó a inferiores y eventualmente se quedó sin club.
José de la Fuente es sin embargo recordado por su papel en el escándalo de los cachirules de 1988, cuando participó en el Torneo Sub-20 de la Concacaf 1988 en Guatemala. Si bien este torneo requería que los jugadores fueran menores de 20 años, de la Fuente, junto con otros tres jugadores, ya era mayor de esa edad. El programa televisivo A la misma hora publicó posteriormente el acta de nacimiento de José de la Fuente, quien había nacido en 1966. Comprobando la discrepancia de edades e involucrando a la Federación Mexicana de Fútbol, el caso terminó con todos los equipos mexicanos vetados de torneos de la FIFA por dos años.

## Clubes como futbolista
| Club                     | País   | Año         |
| ------------------------ | ------ | ----------- |
| Club de Fútbol Monterrey | México | 1986 - 1991 |